# Вишневский, Иван Иванович (депутат)
Иван Иванович Вишневский вариант Ян Янович (1863 — ?) — помещик, депутат Государственной думы I созыва от Минской губернии.

## Биография
Польский дворянин, католик. Выпускник 4-й Варшавской гимназии, после чего окончил юридический факультет Дерптского университета. Состоял в Минском обществе сельского хозяйства, придерживался его программы. Владел обширными землями в Мозырском уезде Минской губернии и Овручском уезде Волынской губернии. По политическим взглядам сторонник «прогрессивных освободительных реформ и полного равноправия всех народностей». Считал, что отдельный польский клуб депутатов северо- и юго-западных краев должен поддерживать все требования депутатов Царства Польского. По аграрному вопросу считал преждевременными любые программы до тех пор, пока широкое самоуправление не решит земельный вопрос в интересах всех классов.
14 апреле 1906 избран в Государственную думу I созыва от общего состава выборщиков Минского губернского избирательного собрания. Вошёл в группу Западных окраин.
12—15 августа 1917 года участвовал в работе Государственного совещания в Москве.
Дальнейшая судьба и дата смерти неизвестны.

### Рекомендованные источники
- Brzoza Cz., Stepan K. Poslowie polscy w Parlamencie Rosyjskim, 1906—1917: Slownik biograficzny. Warszawa, 2001.